# Pomatoschistus canestrinii
Pomatoschistus canestrinii là một loài cá in the Gobiidae family. Nó được tìm thấy ở Albania, Croatia, Ý, và Montenegro.